# Fundamental analyse
Fundamental analyse er vurdering af en børsnoteret aktie ud fra årsrapporten. Fudamental analyse går hovedsagligt ud på at bearbejde informationer fra årsrapporten. Ligeledes kendt som fundamental analyse, der indebærer at man ser på indtægt, de påløbne udgifter, aktiver, ansvarene og en hel række andre finansielle aspekter i virksomheden.